# Futuristic Dragon
Futuristic Dragon — одинадцятий студійний альбом англійської групи T. Rex, який був випущений 30 січня 1976 року.

## Композиції
1. Futuristic Dragon (Introduction) – 1:52
2. Jupiter Liar – 3:40
3. Chrome Sitar – 3:13
4. All Alone – 2:48
5. New York City – 3:55
6. My Little Baby – 3:06
7. Calling All Destroyers – 3:53
8. Theme for a Dragon – 2:00
9. Sensation Boulevard – 3:48
10. Ride My Wheels – 2:25
11. Dreamy Lady – 2:51
12. Dawn Storm – 3:42
13. Casual Agent – 2:53

## Склад
- Марк Болан - вокал, гітара
- Стів Каррі - бас
- Глорія Джонс - бек-вокал
- Деві Луттон - барабани